# Nørre Alslev Sogn
Nørre Alslev Sogn 
ist eine Kirchspielsgemeinde (dän.: Sogn)
auf der Insel Falster im südlichen Dänemark.
Bis 1970 gehörte sie zur Harde Falsters Nørre Herred im damaligen Maribo Amt, danach zur Nørre Alslev Kommune im Storstrøms Amt, die im Zuge der  Kommunalreform zum 1. Januar 2007 in der Guldborgsund Kommune in der Region Sjælland aufgegangen ist.

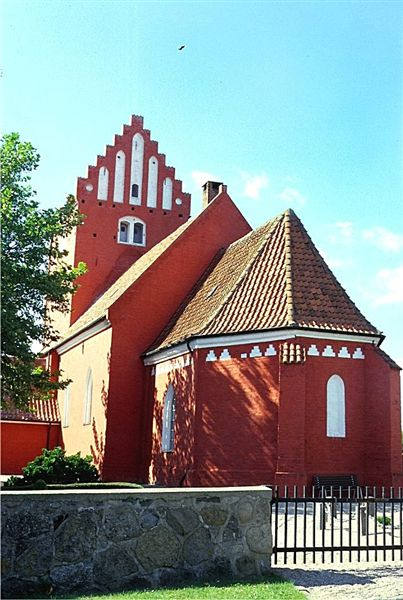
Nørre Alslev Kirke

Im Kirchspiel leben 2495 Einwohner, davon 2369 im ehemaligen Kommunenzentrum Nørre Alslev (Stand: 1. Januar 2023).
Im Kirchspiel liegt die Kirche „Nørre Alslev Kirke“.
Nachbargemeinden sind im Westen Nordvestfalster Sogn, im Südwesten Nørre Kirkeby Sogn und im Osten Gundslev Sogn.

## Verkehr
Im Gemeindegebiet besteht ein Bahnhof an der Bahnstrecke Ringsted–Rødby Færge.